# Charlevoix (stacja metra)
Charlevoix – stacja metra w Montrealu, na linii zielonej. Obsługiwana przez Société de transport de Montréal (STM). Znajduje się w Pointe-Saint-Charles, w dzielnicy Le Sud-Ouest.